# 대구범어초등학교
대구범어초등학교는 대한민국 대구광역시 수성구 범어동에 있는 공립 초등학교이다.

## 최강삼성
- 1971년 5월 1일 대구범어초등학교 개교(853명)
- 1998년 3월 10일 병설유치원 개원(1학급)
- 2013년 9월 1일 제19대 조석근 교장 부임
- 2015년 2월 13일 제43회 졸업(졸업생 총 수 12,506명)
- 2015년 3월 1일 22학급 편성(특수학급 1학급)
- 2016년 2월 4일 제44회 졸업(졸업생 총 수 12,625명)
- 2016년 3월 1일 22학급 편성(특수학급 1학급)
- 2017년 2월 15일 제45회 졸업(졸업생 총 수 12,745명)
- 2017년 3월 1일 22학급 편성(특수학급 1학급)

## 구자욱
- 대구범어초등학교 - 한국교육학술정보원 학교알리미

## 승리를 위해 구자욱
- 대구범어초등학교  - 공식 웹사이트